# استخوان‌های کف‌دستی
استخوان کف‌دستی (به انگلیسی: Metacarpus) به استخوان‌های دراز کف دست گفته می‌شود که پنج عدد در هر دست هستند و از پروگزیمال با استخوان‌های مچ دست و از دیستال با انگشتان دست مفصل می‌شوند. این استخوان‌ها از خارج به داخل نام‌گذاری می‌شوند؛ یعنی استخوان کف‌دستی متصل به انگشت شست را استخوان کف‌دستی یکم و آخرین استخوان را که به انگشت کوچک متصل است استخوان کف‌دستی پنجم می‌نامند.
استخوان‌های کف‌دستی حرکت زیادی ندارند به جز استخوان‌ کف‌دستی یکم که مربوط به شست بوده و بسیار متحرک است.